# Salamon Ödön (újságíró)
Salamon Ödön (Érsekújvár, 1864. február 17. – Budapest, 1903. november 6.) magyar író, hírlapíró.

## Élete
Salamon Ábrahám és Goldstein Júlia fia. A középiskolát Budapesten végezte és a technikusi pályára készült, vonzalma azonban csakhamar a hírlapírói pályára vitte. 1888-ban kiutazott Párizsba, ahol három évet töltött, mint a Vasárnapi Ujság és az Egyetértés levelezője. A párizsi magyar egyesület megbízásából megírta annak történetét. 1891-ben visszatérve Budapestre, itt folytatta hírlapírói munkásságát és főképpen tárcacikkei és interjúi tették ismertté nevét. A Magyar Királyi Operaháznál két és fél évig mint intendánsi titkár működött és a sűrűn adott Korrigán című balett szövegmagyarázatát ő írta meg. Vörös és fekete (1900) című műve Monte Carlo és a Riviera életéről szól.
Cikkei a Budapesti Hírlapban (1901. 6. sz. Zichy Géza, 1902. 76. sz. Hugó Viktor és a magyarok); a Pesti Naplóban (1903. 305. sz. Braun Sándor) sat.

## Munkái
- Józan szerelmesek. Budapest, 1893. (Elbeszélések. Ism. Élet 111. l., Vasárnapi Ujság 2. sz.)
- A párbajhős. Budapest, 1897. (Monologok 65.)
- Kocsin és gyalog. Budapest, 1897. (Ism. Magyar Hirlap 343. sz., Hét 50., Vasárnapi Lapok 37., M. Kritika 1898. 8. sz.)
- Szervusz! Magánjelenet. Budapest, 1897. (Monologok 68.)
- A hosszú ruha. Budapest, 1898. és 1901. (Monologok gyűjteménye 5. és 96.)
- Vörös és fekete. (Monte-Carlo és a Riviera.) Budapest, 1900. (Az Uránia látványos darabja 2000 péld. nyom. Ism. Vasárnapi Ujság 44. sz.).
- Egyetlen szó miatt. Budapest, 1903. (Monologok 111.).
- Gondolatok és ötletek. Az előszót írta Bródy Sándor. Budapest, 1904.

A Hipnotizmus című egyfelvonásos színművét, amit Bethlen Miklós gróffal írt, 1894-ben a Kolozsvári Nemzeti Színházban adták elő.